# Novi list
Il Novi list è un quotidiano croato edito a Fiume. Fondato nel 1900, è la più antica testata giornalistica del paese balcanico.

## Storia
Il quotidiano fu fondato nel 1900 dal politico Frano Supilo nel sobborgo fiumano di Sussak. Quattro anni dopo la sede del giornale fu trasferita a Fiume. Per le sue posizioni vicine ai nazionalisti croati fu censurato dalle autorità austro-ungariche nel 1907. Con lo scoppio della prima guerra mondiale le pubblicazioni vennero interrotte. Tra il 1925 ed il 1932 riprese, seppur irregolarmente, le pubblicazioni come Sušački Novi.
Il 1º marzo 1947 riprese ad uscire con regolarità con il titolo Riječki list. Nel 1954 assunse la denominazione attuale.